# Torneo de Adelaida 2023 II
El Adelaide International II 2023 fue un evento de tenis de la ATP 250 y de la WTA 500, y se disputó en Adelaida (Australia) en el complejo Memorial Drive Center y en cancha dura al aire libre, siendo parte de una serie de eventos que hacen de antesala al Abierto de Australia, desde el 16 hasta el 23 de enero de 2023.

## Distribución de puntos
| Modalidad            | Campeón | Finalista | Semifinales | Cuartos de final | 2ª ronda | 1ª ronda | Clasificados | 2ª ronda de clasificación | 1ª ronda de clasificación |
| Individual masculino | 250     | 165       | 100         | 50               | 25       | 0        | 13           | 7                         | 0                         |
| Dobles masculino     | 250     | 150       | 90          | 45               | 20       | 0        | -            | -                         | -                         |

| Modalidad           | Campeona | Finalista | Semifinales | Cuartos de final | 2ª ronda | 1ª ronda | Clasificadas | 3ª ronda de clasificación | 2ª ronda de clasificación | 1ª ronda de clasificación |
| Individual femenino | 470      | 305       | 185         | 100              | 55       | 1        | 25           | 18                        | 13                        | 1                         |
| Dobles femenino     | 470      | 305       | 185         | 100              | -        | 1        | -            | -                         | -                         | -                         |

## Cabezas de serie

### Individual masculino
| Tenista              | Ranking | Preclasificado |
| Andrey Rublev        | 8       | 1              |
| Pablo Carreño        | 13      | 2              |
| Karen Khachanov      | 20      | 3              |
| Roberto Bautista     | 21      | 4              |
| Daniel Evans         | 27      | 5              |
| Miomir Kecmanović    | 29      | 6              |
| Alejandro Davidovich | 31      | 7              |
| Tommy Paul           | 32      | 8              |

- Ranking del 2 de enero de 2023.[3]

### Dobles masculino
| Tenista                                  | Ranking | Preclasificado |
| Wesley Koolhof Neal Skupski              | 2       | 1              |
| Marcelo Arévalo Jean-Julien Rojer        | 12      | 2              |
| Ivan Dodig Austin Krajicek               | 19      | 3              |
| Lloyd Glasspool Harri Heliövaara         | 23      | 4              |
| Rohan Bopanna Matthew Ebden              | 45      | 5              |
| Juan Sebastián Cabal Robert Farah        | 58      | 6              |
| Rafael Matos David Vega Hernández        | 58      | 7              |
| Santiago González Édouard Roger-Vasselin | 60      | 8              |

### Individual femenino
| Tenista              | Ranking | Preclasificado |
| Iga Świątek          | 1       | 1              |
| Ons Jabeur           | 2       | 2              |
| Jessica Pegula       | 3       | 3              |
| Caroline Garcia      | 4       | 4              |
| Daria Kasátkina      | 8       | 5              |
| Veronika Kudermétova | 9       | 6              |
| Madison Keys         | 11      | 7              |
| Belinda Bencic       | 12      | 8              |
| Paula Badosa         | 13      | 9              |
| Danielle Collins     | 14      | 10             |
| Beatriz Haddad Maia  | 15      | 11             |

- Ranking del 2 de enero de 2023.[4]

### Dobles femenino
| Tenista                            | Ranking | Preclasificada |
| Cori Gauff Jessica Pegula          | 10      | 1              |
| Storm Hunter Barbora Krejčiková    | 13      | 2              |
| Gabriela Dabrowski Giuliana Olmos  | 15      | 3              |
| Lyudmyla Kichenok Jeļena Ostapenko | 23      | 4              |

## Campeones

### Individual masculino
Soon-Woo Kwon venció a  Roberto Bautista por 6-4, 3-6, 7-6(7-4)

### Individual femenino
Belinda Bencic venció a  Daria Kasatkina por 6-0, 6-2

### Dobles masculino
Marcelo Arévalo /  Jean-Julien Rojer vencieron a  Ivan Dodig /  Austin Krajicek por w/o

### Dobles femenino
Luisa Stefani  /  Taylor Townsend vencieron a  Anastasia Pavliuchénkova  /  Elena Rybakina por 7-5, 7-6(7-3)